# Kebaowek
| Kebaowek                            |                        |
|                                     |                        |
| Coordenadas: 46°47'00"N, 78°59'00"O |                        |
| Província                           | Quebec                 |
| Incorporado em                      | 11 de dezembro de 1975 |
|                                     |                        |
| Área                                |                        |
| - Cidade                            | 0,20 km²               |
| Fuso horário                        | UTC -5/-4              |
| População (2011)                    |                        |
| - Cidade                            | 284                    |
| - Densidade                         | 1.420 hab/km²          |
| Website: www.evfn.ca                |                        |

Kebaowek ou ainda Eagle Village é uma reserva indígena algonquina na província do Quebec, Canadá, situada na região administrativa de Abitibi-Témiscamingue. 